# 田辺博通
田辺 博通（たなべ ひろみち、1922年3月3日 - 2010年2月24日）は、日本の官僚。

## 経歴
- 1922年 - 弁護士・田辺秀雄の二男として福岡県に出生
- 1939年 - 福岡県中学修猷館卒業[1]
- 1942年 - 旧制福岡高等学校文科乙類卒業[2]
- 1946年 - 東京帝国大学法学部政治学科卒業[3]
- 1947年 - 大蔵省入省（主税局）
- 1949年 - 広島国税局倉敷税務署長
- 1950年 - 金沢国税局総務課長
- 1951年 - 内閣法制局参事官
- 1956年 - 銀行局総務課長補佐
- 1960年 - 主計局法規課長補佐
- 1961年 - 主計局主計官（法規課）
- 1962年 - 主計局主計官（総務課）
- 1963年 - 主計局主計官（外務、通産担当）
- 1964年 - 銀行局保険第二課長
- 1966年 - 関東財務局理財部長
- 1967年 - 銀行局銀行課長
- 1968年 - 銀行局総務課長
- 1969年 - 北九州財務局長
- 1970年 - 沖縄・北方対策庁調整部長
- 1972年5月 - 大蔵省大臣官房審議官（大臣官房担当）
- 1974年6月 - 証券局長
- 1975年7月 - 銀行局長
- 1976年6月 - 国税庁長官
- 1977年8月 - 日本損害保険協会副会長
- 1980年4月 - 沖縄振興開発金融公庫理事長（1984年4月退任）
- 1984年4月 - 弁護士登録
- 1984年10月 - 全国銀行協会連合会特別顧問（1991年8月退任）
- 1991年9月 - 中央監査法人会長（2000年3月退任）
- 1995年11月 - 勲二等旭日重光章受章